# 吉塞拉 (亞利桑那州)
吉塞拉（英語：Gisela）是位於美國亞利桑那州希拉縣的一個人口普查指定地區。根據2010年美國人口普查，該地人口為570人，而該地的面積約為7.46平方千米。

## 地理
吉塞拉的座標為34°06′07″N 111°17′07″W / 34.10194°N 111.28528°W，而該地最高點為海拔高度878米（即2881英尺）。